# سازمان سوءقصد
سازمانِ سوءقصد (انگلیسی: The Assassination Bureau) یک فیلم تکنی‌کالر در ژانر کمدی سیاه و ماجراجویی به کارگردانی بازیل دیردن محصول سال ۱۹۶۹ کشور بریتانیا است.

## بازیگران
- دایانا ریگ در نقش Sonya Winter
- الیور رید در نقش Ivan Dragomiloff, chairman of the bureau
- تلی ساوالاس در نقش Lord Bostwick, vice chairman of the bureau
- کورد یورگنس در نقش General von Pinck the German bureau member
- فیلیپ نوآره در نقش Monsieur Lucoville the French Bureau member
- وارن میچل در نقش Herr Weiss the Swiss bureau member
- کنت گریفیت در نقش Popescu the Romanian bureau member
- کلایو رویل در نقش Cesare Spado the Italian bureau member
- آنابلا اینکنتررا در نقش Eleanora Spado
- Jess Conrad در نقش Angelo
- ورنن دابچف در نقش Baron Muntzof
- جرج کولوریس در نقش Swiss Peasant
- بریل رید در نقش Madame Otero the brothel owner
- Katherine Kath در نقش Mme. Lucoville
- Olaf Pooley در نقش Swiss Cashier
- Rudolf Jelinek
- Jiri Lir
- Maggie Wright در نقش Exquisite Girl
- فرانک تورنتون در نقش Count von Kissem (uncredited)
- پیتر بولز (در عنوان‌بندی نیامده)
- راجر دلگادو (در عنوان‌بندی نیامده)